# Gutshaus Köppen

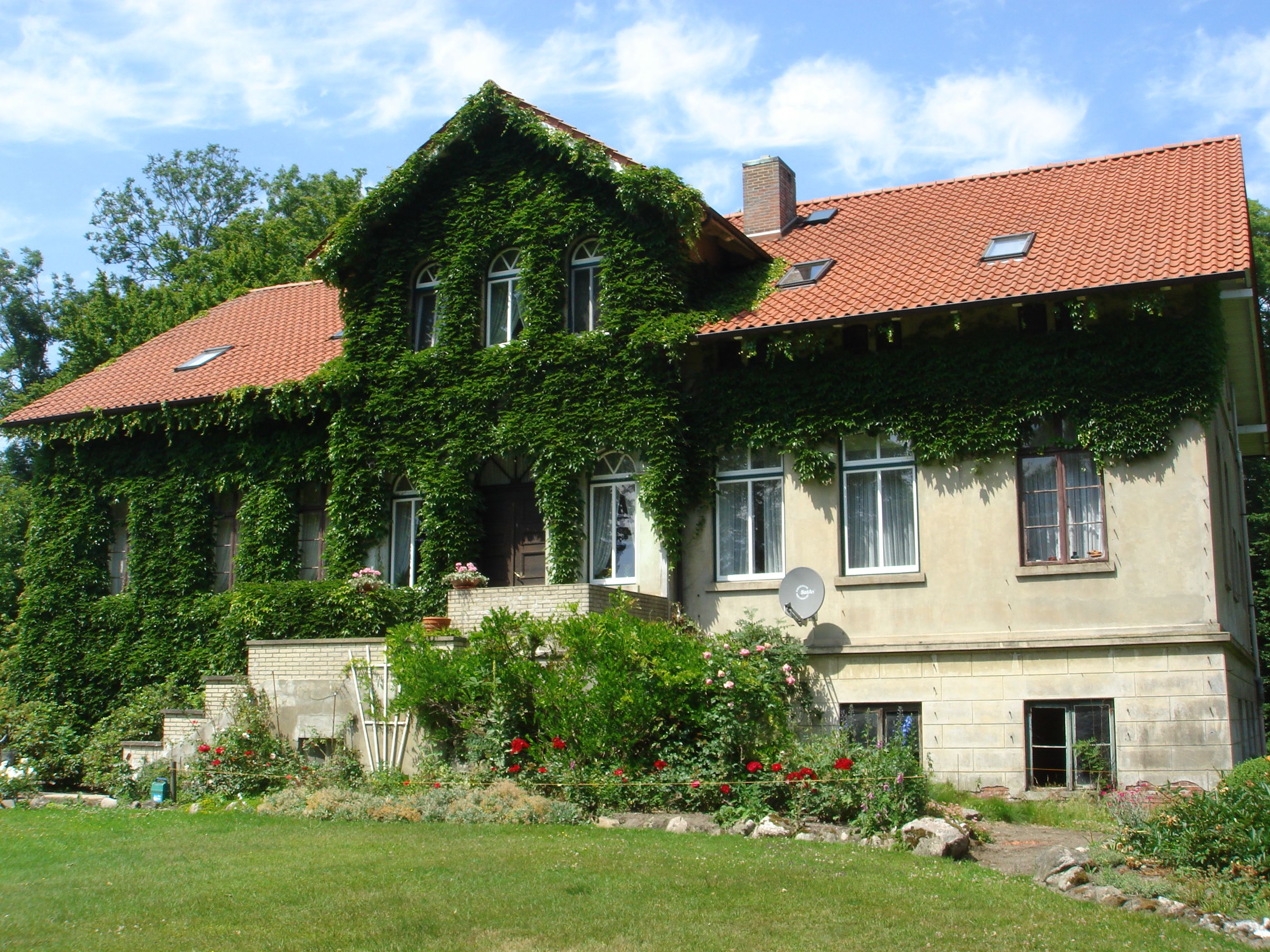
Gutshaus Köppen, Südfassade (2008)

Das Gutshaus Köppen, Vorfeldring 60, am nordöstlichen Ortsrand der niedersächsischen Stadt Bremervörde, Ortsteil Nieder Ochtenhausen wurde im dritten Drittel des 19. Jahrhunderts gebaut. Aktuell (2025) wird es als Wohnhaus genutzt.
Das Gebäude steht unter Denkmalschutz (siehe auch Liste der Baudenkmale in Bremervörde).

## Geschichte und Beschreibung
Bremervörde war um 1000 Sitz der Wasserburg Vörde an der Oste und gehört zum Landkreis Rotenburg (Wümme). Nieder Ochtenhausen wurde 1218 erstmals erwähnt. 1783 kaufte Kommerzienrat Christian Ludwig Albrecht Patje aus Hannover ein Gut im Ort. Er baute um 1790 den imposanten Speicher Mühlheimer Straße 11, der ab 2000 vom Gut versetzt wurde und heute als Gemeinschaftshaus dient.
Das eingeschossige neunachsige traufständige verputzte Gebäude, in Backstein, auf hohem Sockelgeschoss, mit ziegelgedecktem Satteldach und einem südseitlichen, zweigeschossigen, übergiebelten Mittelrisalit mit Treppenanlage wurde 1868 (Inschrift) gebaut.
Das Landesdenkmalamt befand u. a.: „… orts-, bau- und kunstgeschichtlicher, orts- und hofbildprägender Zeugniswert ….“